# Kaminotani Ike
Kaminotani Ike (von japanisch 神の谷池 ‚See im Tal Gottes‘) ist ein See an der Prinz-Harald-Küste des ostantarktischen Königin-Maud-Lands. Er liegt im Tal Kaminotani an der Basis der Halbinsel Skarvsnes am Ostufer der Lützow-Holm-Bucht.
Japanische Wissenschaftler benannten ihn 2012 in Verbindung mit der Benennung des Tals.